# Ернст Дойч
Ернст Дойч (нім. Ernst Deutsch; 16 вересня 1890 — 22 березня 1969) — австрійський і німецький актор.

## Біографія
Народився 16 вересня 1890 року в єврейській родині, батько — празький комерсант Людвіг Дойч, мати — Луїза Краус. Дебютував на сцені Празького театру. У 20-х — початку 30-х років працював в театрах Відня, Дрездена, Берліна. У кіно з 1916 року («Помста померлої»).
Для Дойча була характерна експресіоністська манера виконання, побудована на різких рухах, перебільшеною мімікою. Найбільш виразно це виявилося у ролях, зіграних в німецьких фільмах початку 20-х років: касир в фільмі «З вечора до півночі» (1920) і прислужник рабина в картині «Голем, як він прийшов у світ» (1920, режисер П. Вегенгер), Борух в стрічці «Старий закон» (1923, режисер Е. А. Дюпон).
Після приходу в Німеччині до влади нацистів у 1933 році змушений був емігрувати — спочатку до Великої Британії, а у 1938 році — у США, де знімався під псевдонімом Ернст Доріан.
Виступав на Бродвеї, потім преїхав у Голлівуд. У ролях служки храму («Процес», 1947, режисер Г. В. Пабст) і барона Курца («Третя людина», 1949, режисер К. Рід) виявив прагнення до точної психологічної розробки характерів.
У 1947 році повернувся до Відня, виступав на сцені Бургтеатру. З 1951 року переїхав до Західного Берліна, був актором Шиллертеатру і Шльоспарктеатру. Знімався в кіно і на телебаченні. Остання поява на екрані в телефільмі «Перед заходом сонця» (1966).
Загинув 22 березня 1969 року в залізничній аварії на дорозі з Цюриха у Мюнхен. Похований на єврейському кладовищі в Берліні.
У 1973 році на його честь міський театр Гамбурга перейменували у Театр Ернста Дойча.

## Фільмографія
- 1916 — Помста померлої / Die Rache der Toten|Die Rache der Toten — Шрайбер
- 1918 — Die zweite Frau — єзуїт
- 1918 — Пікова дама / Pique Dame — граф Сен-Жермен
- 1918 — Апокаліпсис / Apokalypse
- 1919 — Irrungen — Франц, працівник
- 1919 — Гейша і самурай / Die Geisha und der Samurai
- 1919 — Die Frau im Käfig
- 1919 — Подарунок блондинки / Blondes Gift
- 1919 Der Galeerensträfling — в'язень
- 1919 — Vom Schicksal erdrosselt
- 1919 — Аладдін і чарівна лампа / Aladdin und die Wunderlampe
- 1919 — Fluch der Vergangenheit
- 1919 — Die Tochter des Henkers
- 1919 — Сандомирський монастир / Das Kloster von Sendomir
- 1920 — Моніка - співоча пташка / Monica Vogelsang — Йоганнес Вальтершпіль
- 1920 — Gerechtigkeit
- 1920 — Erpreßt
- 1920 — Полювання на смерть / Die Jagd nach dem Tode
- 1920 — Die Jagd nach dem Tode 2.Teil: Die verbotene Stadt
- 1920 — Ґолем, як він прийшов у світ / Der Golem, wie er in die Welt kam — прислужник рабина
- 1920 — Юдіт Трахтенберг / Judith Trachtenberg — брат Юдіт
- 1920 — З ранку до півночі / Von morgens bis mitternacht — касир
- 1921 — Brennendes Land — вікарій Бенедикт
- 1921 — Леді Годива / Lady Godiva
- 1922 — Die Dame und der Landstreicher
- 1922 — Кінець герцога Ферранте / Herzog Ferrantes Ende|Herzog Ferrantes Ende]] — Орландо
- 1922 — Боротьба за себе / Der Kampf ums Ich
- 1923 — Пагода / Die Pagode
- 1923 — Пекуча таємниця / Das brennende Geheimnis
- 1923 — Старий закон / Das alte Gesetz — Борух / його син
- 1924 — Дебет і кредит / Soll und Haben — Бернхард
- 1926 — Життя за життя / Dagfin — Асарян, вірменин
- 1927 — Жіночий притулок в Ріо / Das Frauenhaus von Rio — Бойдель
- 1927 — Zwei unterm Himmelszelt — П'єр Мареско
- 1928 — Артисти / Artisten — ілюзіоніст Маранофф
- 1936 — Одруження Корбан / The Marriage of Corbal — утікач
- 1940 — Чоловік, з яким я одружилася / The Man I Married — Отто
- 1941 — Так закінчується наша ніч / So Ends Our Night — доктор Бер
- 1942 — В'язень Японії / Prisoner of Japan — мацурі
- 1942 — Enemy Agents Meet Ellery Queen — доктор Морзе
- 1942 — Знову разом у Парижі / Reunion in France — капітан
- 1943 — Місяць зайшов / The Moon Is Down — майор Гантер
- 1943 — Night Plane from Chungking — майор Бріссак
- 1945 — Острів мертвих / Isle of the Dead — доктор Дроссос
- 1948 — Процес / Der Prozeß — Шарф, прислужник в храмі
- 1949 — Третя людина / The Third Man — барон Курц
- 1952 — / Wenn abends die Heide träumt|Wenn abends die Heide träumt]]
- 1958 — Себастьян Кнайп / Sebastian Kneipp — Ein großes Leben|Sebastian Kneipp]] — папа Лев XIII
- 1962 — Перед заходом сонця / Vor Sonnenuntergang — Geheimrat Clausen (ТВ)

## Нагороди
- 1948: Кубок Вольпі за найкращу чоловічу роль у фільмі «Процес»
- 1962: Медаль Кайнца, Австрія
- 1964: Премія «Filmband in Gold», ФРН — за досягнення в кіно